# Juin 1948

## Évènements
- Nationalisation des industries, des mines, des banques, des assurances et des transports en République populaire roumaine. 90 % de la production industrielle passe à l’État. Une Commission de planification d’État est mise sur pied en juillet.

- 4 juin :
  - L'arrivée au pouvoir du parti nationaliste en Afrique du Sud multiplie les mesures d'apartheid (développement séparé des races). Daniel François Malan est nommé Premier ministre (fin en 1954). Le docteur Hendrik Verwoerd (1901-1966) sera le maître d’œuvre de la politique qui doit transformer l’Afrique du Sud en un État blanc.
  - Publication des accords de Londres fixant le statut politique futur de l’Allemagne fédérale. Une Assemblée constituante et un gouvernement fédéral doivent être mis en place.
  - Grand Prix automobile de Suisse.

- 5 juin : signature entre les autorités françaises et l’ancien empereur Bảo Đại d’un accord reconnaissant l’unité (abandon de la Cochinchine) et l’indépendance du Viêt Nam dans le cadre de l’Union française (traité de la baie de Hạ Long).

- 7 juin (Tchécoslovaquie) : Edvard Beneš démissionne. Il meurt le 3 septembre.

- 9 juin : les Arabes et les Israéliens acceptent un cessez-le-feu, effectif le 11 juin. Cette trêve renforce les positions israéliennes avec l’arrivée des armes soviétiques (60 000 hommes, avec une aviation contre 35 000 arabes). Bernadotte propose un plan de partage de la Palestine (Cisjordanie annexée à la Jordanie, union économique entre Israël et la Jordanie, Jérusalem arabe et Haïfa port franc). Sa proposition est refusée par les deux parties.

- 10 juin : les Syriens opèrent une nouvelle progression.

- 11 juin : le Sénat adopte la « résolution Vandenberg » qui permet au gouvernement de conclure des alliances militaires en temps de paix. Elle marque une étape importante dans l’intégration des États-Unis dans le système de défense occidental ;

- 12 juin : sous contrainte, le Parti social-démocrate hongrois s’allie au parti communiste, constituant le Parti des travailleurs hongrois.

- 14 juin : Klement Gottwald est élu président de la République populaire tchécoslovaque (fin en 1953). En juin, la Tchécoslovaquie devient une « Démocratie Populaire » satellite de l’URSS. L’agriculture est collectivisée, les églises attaquées et soumises à des restrictions, l’éducation et la vie culturelle et intellectuelle réorganisée selon les principes marxistes. Le procès des criminels de guerre est l’occasion d’un amalgame entre fascistes et anticommunistes, qui sont emprisonnés ou envoyés dans des camps de travail. Entre 1949 et 1954 plus de 40 000 personnes seront jugées pour atteinte à la sûreté de l’État et 178 exécutées. L’Église, les Juifs, les intellectuels et les anciens chefs des partis bourgeois seront les premiers visés.

- 15 juin : premier vol du SE.3101, premier hélicoptère 100 % français de l'après-guerre[1],[2].

- 16 juin : fondation de la compagnie « Air France » sous forme de société mixte.

- 18 juin :
  - Grand Prix automobile de France.
  - Grand Prix automobile de Grande-Bretagne.

- 19 juin (Costa Rica) : José Figueres Ferrer annonce la nationalisation de tout le système bancaire. Le parti communiste (Vanguardia Popular) et le parti de Calderón (Partido republicano nacional) se voient interdire leur participation aux élections de décembre.

- 21 juin : en Allemagne de l'Ouest, réforme monétaire (remplacement du Reichsmark par le Deutsche Mark).

- 24 juin :
  - élection générale saskatchewanaise.
  - Début du blocus de Berlin par les Soviétiques à la suite de la réforme monétaire (fin le 12 mai 1949).

- 26 juin : début du pont aérien entre Berlin et le reste de l'Allemagne de l'Ouest réalisé par des Douglas C-47 Skytrain de l'US Air Force. Il durera jusqu'au 30 septembre 1949.

- 28 juin :
  - Loi sur l’eugénisme au Japon permettant en fait à de nombreuses femmes d’avoir recours à l’avortement[3].
  - Rupture entre Tito et Staline (schisme yougoslave). À une réunion à Bucarest, que la Yougoslavie boycotte, le Kominform condamne Tito et le Parti communiste de Yougoslavie, accusés de déviations majeures par rapport à la ligne communiste orthodoxe. Il exclut la République fédérale populaire de Yougoslavie du Kominform. Un congrès du parti yougoslave réaffirme sa loyauté envers l’URSS, mais réélit Tito que les soviétiques espéraient renverser.
  - Premier record de vitesse en hélicoptère établi par Basil Arkell sur un Fairey Gyrodyne volant à 200 km/h.

## Naissances
- 2 juin : Jerry Mathers, acteur américain.
- 4 juin : Paquito d'Rivera, saxophoniste et clarinettiste cubain.
- 9 juin : André Juillard, dessinateur et scénariste de bandes dessinées français († 31 juillet 2024).
- 10 juin : Hubert Herbreteau, évêque catholique français, évêque d'Agen.
- 14 juin : 
  - Salvador Cienfuegos Zepeda, homme politique et militaire mexicain.
  - Michèle Rakotoson, écrivain malgache.
- 18 juin : Philip Jackson, acteur britannique.
- 19 juin : Nick Drake, auteur, compositeur, interprète.
- 20 juin : Gary E. Payton, astronaute américain.
- 21 juin :
  - Don Airey, claviériste actuel du groupe de rock Deep Purple (ex-Rainbow, ex-Ozzy Osbourne…).
  - Andrzej Sapkowski, écrivain polonais.
- 23 juin : Clarence Thomas, juge à la Cour suprême des États-Unis depuis 1991.
- 24 juin : Janet Museveni, femme politique ougandaise.
- 26 juin : Ali Chaouch, homme politique tunisien († 17 août 2020).
- 29 juin :
  - Ian Paice, musicien britannique, batteur du groupe Deep Purple.
  - Freddy Girón, matador vénézuélien.

## Décès
- 6 juin : Louis Lumière, français, inventeur du cinématographe
- 13 juin : Osamu Dazai, écrivain japonais (° 1909)
- 16 juin : Richard Depoorter, coureur cycliste belge (° 29 avril 1915).
- 17 juin : Changampuzha Krishna Pillai, poète romantique indien (° 11 octobre 1911).